# VX
El VX es una sustancia extremadamente tóxica empleada como arma química y clasificada como agente nervioso. Los agentes nerviosos son los compuestos químicos más tóxicos y de más rápido efecto que se conocen. Es considerada como un arma de destrucción masiva por las Naciones Unidas en su Resolución 687. La producción y el almacenamiento de VX fue prohibida por la Convención sobre Armas Químicas de 1993.
El VX no tiene olor ni sabor, es un líquido oleoso e incoloro, que tarda en evaporarse, y que gracias a su baja volatilidad y a su viscosidad se mantiene adherido a una zona, lo cual lo hace potencialmente peligroso. Es sumamente mortal en estado líquido y aún más mortal si llega a un estado gaseoso/aerosol. El VX no se encuentra de forma natural en el ambiente debido a que fue desarrollado artificialmente.
Actualmente, las reservas mundiales de este agente neurotóxico han sido marcadas químicamente para ser detectadas (con el objetivo de evitar el tráfico terrorista), siendo el color azul asignado para las reservas de la OTAN y de color verde para los países del Pacto de Varsovia.
El nombre VX no es un nombre químico, es un nombre militar empleado por la OTAN para denominar este agente químico; el nombre químico de la molécula es O-etildiisopropilaminoetilmetilfosfonotiolato.

## Síntesis
Existen muchas formas de producir VX, una de ellas es mediante el método estadounidense denominado «Transester Process». Esto implica una serie de pasos, mediante el cual el tricloruro de fósforo es metilado para producir dicloruro metilfosfónico. El material resultante se hace reaccionar con etanol para formar un diéster. Este es entonces transesterificado con 2-diisopropilaminoetanol para producir el fosfonito mezclado. Por último, este precursor inmediato se hace reaccionar con azufre para formar VX.

## Efectos biológicos
Los primeros síntomas de la exposición percutánea (contacto con la piel) pueden ser espasmos musculares, irritación, quemaduras o la sudoración en el área de exposición. Algunos de los primeros síntomas que se produce al inhalar VX puede ser rinorrea (secreción nasal), sensación de opresión en el pecho con falta de aire (broncoconstricción), tos, dolores de cabeza, náuseas, vómitos, perdida de coordinación y hasta la muerte. El VX podría causar daño al sistema nervioso, causando entumecimiento, hormigueo o debilidad en las manos y los pies.
El VX es el segundo agente nervioso más tóxico que se ha sintetizado, solo superado por el soviético novichok. Se estima que la dosis letal (DL50) para el ser humano, es alrededor de 10 miligramos a través del contacto con la piel, y la LCt50 por inhalación se estima unos 30 a 50 mg·min/m³.

## Toxicidad
Es un arma química de guerra creada por el ser humano y clasificada como un agente nervioso. Estos son los agentes químicos de guerra más tóxicos y de más rápido efecto que se conocen.
Por la forma de actuar y los efectos que producen son parecidos a los pesticidas (insecticidas) organofosforados, sin embargo los agentes nerviosos son mucho más potentes.

### Mecanismo de acción
Es un inhibidor casi irreversible de la acetilcolinesterasa (AChE), enzima que se encarga de hidrolizar al neurotransmisor acetilcolina. Al bloquear esta enzima impide que se degrade la acetilcolina liberada, produciendo un aumento en la concentración y en la duración de los efectos del neurotransmisor, apareciendo entonces los efectos nocivos.
Los efectos tóxicos normalmente aparecen cuando se inhibe más del 50% de la enzima AChE, mientras que la muerte aparece cuando se inhibe más del 90% de la enzima en el cerebro y en el diafragma. Además, las concentraciones de acetilcolina acumuladas en el cerebro dan lugar a la liberación de aminoácidos excitadores, que estimulan los receptores NMDA, produciendo la toxicidad neuronal.

### Características y datos toxicológicos
El VX es el segundo más potente de todos los agentes nerviosos tras el novichok. La magnitud del envenenamiento depende de la cantidad de VX a la que se ha estado expuesto, la forma de exposición y la duración de la misma. Incluso en cantidades tan pequeñas como 10 miligramos ya es altamente tóxico e incluso letal, tanto si se ingiere como si se inhala.
De todos los agentes nerviosos es el menos volátil y es el que más tarda en evaporarse, por lo tanto permanece durante más tiempo en el ambiente siendo una amenaza tanto a corto como a largo plazo. En condiciones climáticas normales puede durar días en los objetos con los que ha estado en contacto y en condiciones muy frías puede durar meses.
Los síntomas pueden aparecer:
- a los pocos segundos después de haberse presentado la exposición al vapor.
- de pocos minutos a 18 horas después de la exposición a la forma líquida.

Los efectos incapacitantes ocurren de 1 a 10 minutos, y los efectos fatales pueden ocurrir de 4 a 42 horas. Además, los efectos se presentan sobre la memoria, la fatiga, la irritabilidad y el nerviosismo y pueden persistir hasta 6 semanas después de haberse recuperado de una exposición.

#### Exposición
Las dosis potencialmente peligrosas para la vida son ligeramente más grandes que las que producen menos efectos. La muerte generalmente ocurre en los 15 minutos posteriores a la absorción de una dosis fatal.
- Dérmica: depende del grosor, la permeabilidad de la piel y la temperatura. Los síntomas y signos aparecen de 0,5 a 18 horas dependiendo de la localización, suelen durar varias horas y cuanto más alta es la dosis, más rápido aparecerán.
- Oral: la toxicidad oral es tres veces menor que la toxicidad intravenosa. Tener el estómago lleno antes de la ingestión involuntaria de VX, hace que aumente la biodisponibilidad del tóxico.
- Intravenosa: los síntomas son más graves según va aumentando la dosis de VX.
- Inhalatoria: los síntomas se manifiestan en cuestión de segundos o minutos.[7]

En la tabla inferior se muestran las principales vías de exposición y los efectos según las dosis.
| VÍA                      | ESTADO  | EFECTO                | TIPO | DOSIS           |
| ------------------------ | ------- | --------------------- | ---- | --------------- |
| OCULAR                   | VAPOR   | MIOSIS                | EC50 | <0.09 mg-min/m³ |
| INHALACIÓN RMV = 15L/min | VAPOR   | SECRECIÓN NASAL       | EC50 | <0.09 mg-min/m³ |
| INHALACIÓN RMV = 15L/min | VAPOR   | INCAPACITACIÓN SEVERA | IC50 | <25 mg-min/m³   |
| INHALACIÓN RMV = 15L/min | VAPOR   | MUERTE                | LC50 | <30 mg-min/m 3  |
| PERCUTÁNEA               | LÍQUIDO | MUERTE                | LD50 | 10 mg           |

*Los valores son estimaciones de las dosis que producen efectos letales en un hombre de 70 kg. Las dosis efectivas de vapor se estiman para tiempos de exposición de 2-10 minutos.
Leyenda tabla:
EC50 (concentración efectiva; mg•min/m³): Concentración a la que el gas debilita al 50% de la población expuesta de una manera específica.
IC50 (concentración incapacitante; mg•min/m³): Concentración a la que el gas incapacita al 50% de la población expuesta.
LC50 (concentración letal; mg•min/m³): Concentración a la que el gas mata al 50% de la población expuesta.
LD50 (dosis letal; mg): La dosis a la que una sustancia mata al 50% de la población expuesta.
RMV (volumen respirado por minuto; litros/min): Volumen de aire inhalado por minuto.

### Signos y síntomas
- Generales: dolor de cabeza, sensación de presión, dificultad para pensar, para dormir, pesadillas, ansiedad, cianosis, hipotensión, perdida de la conciencia, debilidad generalizada.

En función de la exposición se presentan los siguientes:
- Dérmica: espasmos musculares y sudoración, seguida de náuseas, vómitos, diarrea y debilidad generalizada.
- Oral: salivación y síntomas gastrointestinales como calambres abdominales, micción y diarrea involuntaria.
- Intravenosa: descenso significativo del rendimiento mental, dolor de cabeza, disminución de glóbulos rojos, mareos y calambres.
- Inhalatoria: tos productiva, dificultad para respirar, disnea, etc. La exposición a dosis letales puede dar lugar a parálisis flácida, convulsiones, pérdida de la conciencia, etc.
- Ocular: miosis y efectos visuales.

En exposición severa los síntomas pueden progresar a convulsiones, fallo respiratorio, coma e incluso la muerte.
Se observaron en ratas efectos cardiacos como arritmias y efectos inotrópicos positivos.

#### Efectos a largo plazo
La mayoría de los efectos que producen los agentes nerviosos como el VX desaparecen a los meses de la exposición. Se observó a largo plazo alteraciones del sueño.

### Medidas de protección
La recuperación de la exposición al VX es posible con tratamiento pero los antídotos que hay disponibles deben ser utilizados rápidamente para que sean eficaces. Por esta razón, el mejor camino a seguir es evitar la exposición:
1. Determinar si se trata de un derrame pequeño o grande y aislar la zona. Ver imagen.[11]
2. Salir del área donde está expuesto el tóxico y respirar aire limpio.
3. Quitarse la ropa sin que toque la cabeza y guardarla en una bolsa bien cerrada.
4. Lavarse el cuerpo tan pronto como sea posible con abundante agua, jabón y bicarbonato sódico.
5. En caso de quemazón o visión borrosa, enjuagarse los ojos con agua durante 10-15 minutos.
6. En caso de ingestión, no inducir el vómito.
7. Buscar atención médica.
8. Administración por parte del médico, de un antídoto disponible contra el VX.[5]

|                   | Aislar a la redonda | Proteger a las personas a favor del viento | Proteger a las personas a favor del viento |
|                   | Aislar a la redonda | Día                                        | Noche                                      |
| ----------------- | ------------------- | ------------------------------------------ | ------------------------------------------ |
| Derrames pequeños | 30 m                | 0.1 km                                     | 0.1 km                                     |
| Derrames grandes  | 60 m                | 0.4 km                                     | 0.3 km                                     |

### Tratamiento
La rápida acción del VX necesita tratamiento inmediato.
Exposición oral/parenteral:
- Debido a las convulsiones y al coma, inducir el vómito está contraindicado.
- Lavado gástrico.
- Carbón activado

Exposición inhalación:
- Electrocardiogramas, oxigenación suplementaria, aspiración frecuente de secreciones, intubación endotraqueal y ventilación asistida.
  - Agonistas beta inhalados para tratar el broncoespasmo si la atropina sola es insuficiente. Agentes antiarrítmicos estándar pueden ser necesarios; pulso de apoyo y la presión arterial.

- Antídotos específicos:
  - Atropina: Efectivo para efectos muscarínicos; no revierte los efectos nicotínicos.
  - Pralidoxima: Intoxicación grave con manifestaciones nicotínicas o del sistema nervioso central.
  - Cloruro de obidoxima: alternativa menos tóxica y más eficaz que la pralidoxima. Inyección IM o IV.
  - HI-6: una oxima alternativa, tiene una excelente acción regeneradora de la acetilcolinesterasa.
- Antídoto profiláctico:
  - Bromuro de piridostigmina. Puede proporcionar cierta protección contra los agentes nerviosos por unión reversible hasta un 30% de la acetilcolinesterasa.

- Convulsiones: Benzodiazepina IV; Diazepam o lorazepam.
- Lesiones agudas de pulmón: Mantener una ventilación y oxigenación y evaluar con frecuentes gasometría arterial o un control de oximetría de pulso. Puede ser necesario el uso temprano de PEEP y ventilación mecánica.
- Hipotensión: Líquido isotónico. Si la hipotensión persiste, administrar dopamina o norepinefrina.

Exposición ocular:
- Descontaminación: Lavar los ojos con abundante cantidad de agua a temperatura ambiente durante al menos 15 minutos. Si la irritación, dolor, hinchazón, lagrimeo, fotofobia o persisten, el paciente debe ser visto en un centro de atención médica.

Exposición dérmica:
- Descontaminación: Quitarse la ropa y la joyería contaminada. Lavar la piel, incluyendo el cabello y las uñas, con vigor; hacer lavados de jabón repetidas. Eliminar la ropa contaminada.
- Lejía doméstica seguido de un enjuague a fondo con agua.

## Historia
El VX fue desarrollado originalmente por unos químicos de Gran Bretaña en 1952. Cuando se fijaron que se encontraban ante un agente nervioso, enviaron muestras a EE. UU. en noviembre del mismo año.
Es posible que el VX y otros agentes nerviosos hayan sido utilizados en la confrontación química que tuvo lugar durante la guerra Irán-Irak en la década de 1980.
El 23 de febrero de 2017, la policía de Malasia informó que se trataba de la sustancia usada para asesinar a Kim Jong-nam, político norcoreano y hermano paterno de Kim Jong-Un. En el aeropuerto Internacional de Kuala Lumpur dos mujeres se le acercaron por detrás y le taparon el rostro con un pañuelo impregnado en la sustancia.